# Mietvilla Krenkelstraße 19

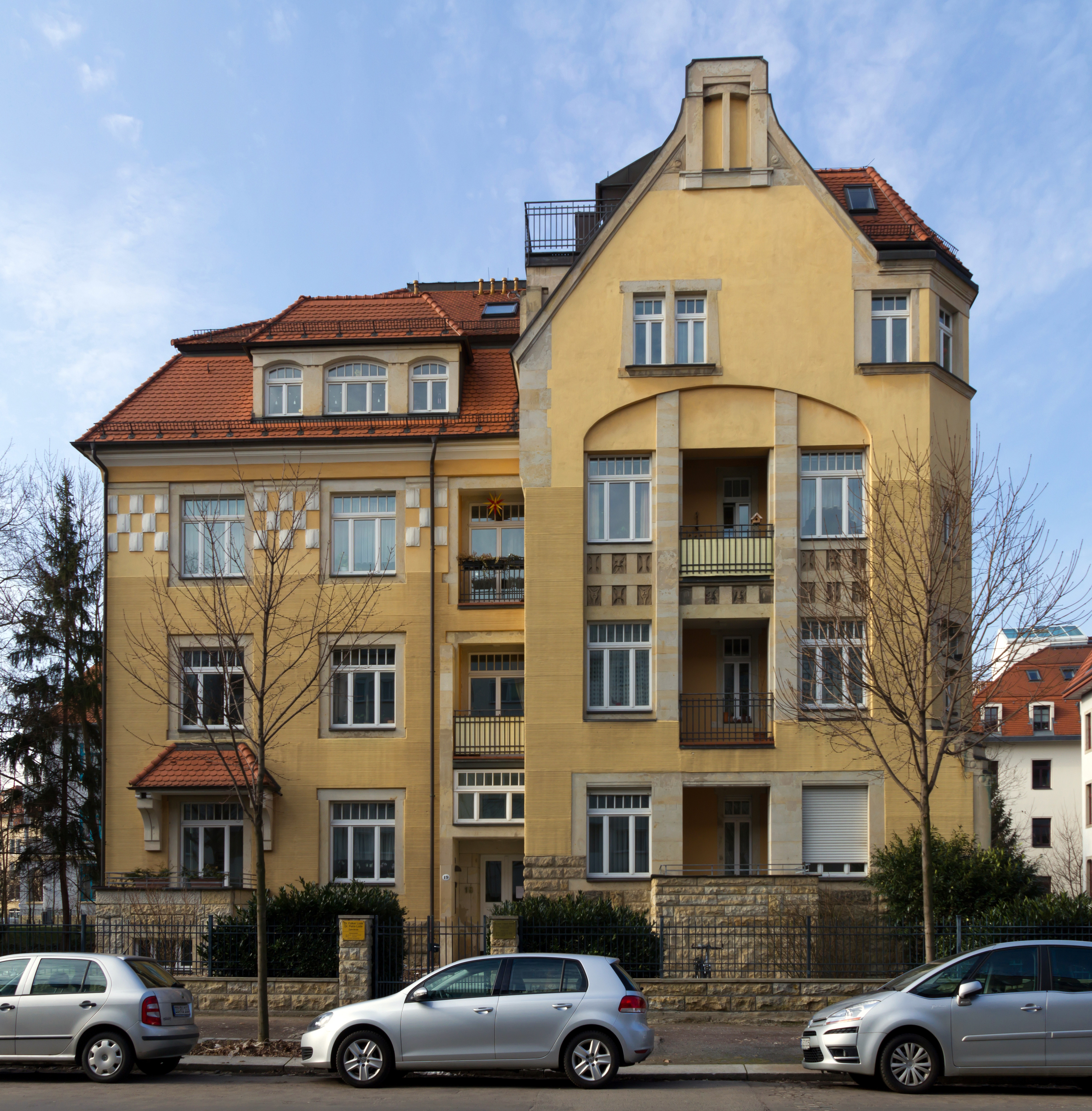

Die Mietshaus Krenkelstraße 19 in Dresden wurde als großes, dreigeschossiges, freistehendes Wohnhaus im Jahre 1905 für Ernst Traugott Fiedler, Maurerpolier und Heinrich Gustav Zumpe, Baugewerke erbaut. Das denkmalgeschützte Gebäude zeichnet sich durch eine Architektur des „ausgehenden Sezessions- und Jugendstils“ aus. Der verputzte Bau ist mit Sandstein gegliedert worden. Der Gebäudekomplex ist stark asymmetrisch aufgebaut, wobei der Gebäudeteil an der rechten Seite viergeschossig ist und einen hohen Giebel als oberen Abschluss aufweist.
Die Denkmaleigenschaft wird vom Landesamt für Denkmalpflege Sachsen beschrieben: „Repräsentatives Gebäude dominiert von seitlichen, übergiebelten und in der Spitze leicht asymmetrisch wirkenden Risalit, Fassade belebt von Dekorationsformen des ausgehenden Sezessionsstils und Jugendstils, gestalterisch auffällig und in seiner Form singulär, architektonisches Zeugnis seiner Zeit.“